# Julio Perceval
Jules Michel Adolphe Robert (Julio) Perceval du Croquet (Brussel, 17 juli 1903 – Santiago (Chili), 7 september 1963) was een Argentijns muziekpedagoog, organist, componist en arrangeur van Belgisch komaf.
Hij was zoon van Robert Alfred Ernest Emile Perceval en Juliette Charlotte Frédérique du Croquet. Hijzelf was getrouwd met Alejandrina Suárez;  dochter María Cristina Perceval (Mendoza, 1956) is Argentijns politica.
Hij kreeg zijn opleiding aan het Koninklijk Conservatorium Brussel met leraren Paul Gilson en Paul De Maleingreau. Hij studeerde tevens te Parijs bij M. Dupré. Een filmmaatschappij in Buenos Aires overtuigde hem in 1925/1926 om naar Argentinië te komen; hij kon direct als organist in de bioscoop aan de slag. Er volgden functies als organist van de kathedraal, het Colegio Nacional en het Teator Colón. Hij liet zich in 1930 naturaliseren. In 1939 werd hem verzocht om een conservatorium op te richten verbonden aan de Universidad Nacional de Cuyo in Mendoza. Hij werd er zelf directeur. Vanaf 1951 werd hij directeur van het Instituto Superior de Artes e Investigaciones Musicales. In 1959 verhuisde hij naar Chili om daar professor orgel en compositie te worden aan de Universiteit van Chili (Santiago). In Santiago ligt de Calle Pasaje Julio Perceval.
Hij schreef tussen 1919 en 1963 ongeveer vijftig werken waaronder koormuziek, twee pianoconcerten, liederen etc. Hij zou daarbij beïnvloed zijn door de stijl van Groupe des Six met Erik Satie. Onder de orkestwerken bevinden zich Poema heroico en Poema cuyano. Zijn cantate Cantata santamartiniana is geschreven op tekst van Leopold Marechal. De universiteit in Mendoza gaf ter gelegenheid van zijn honderdste geboortedag een herinneringsconcert waarbij enkele van zijn werken werden uitgevoerd.